# Guaiacum officinale

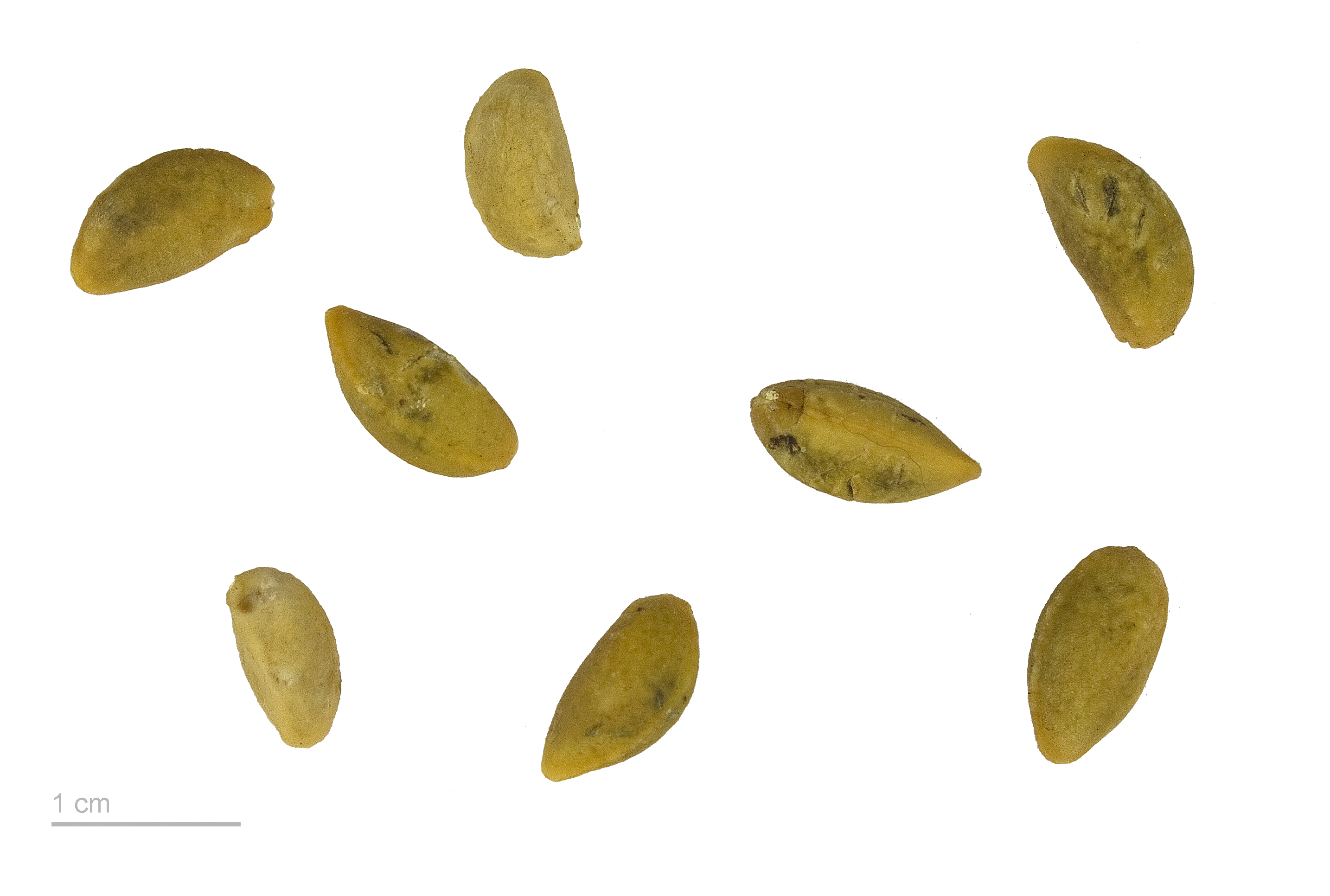
Guaiacum officinale

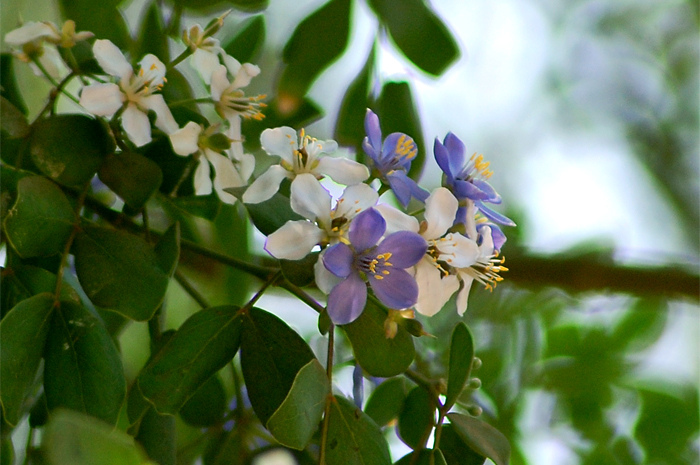
Flores

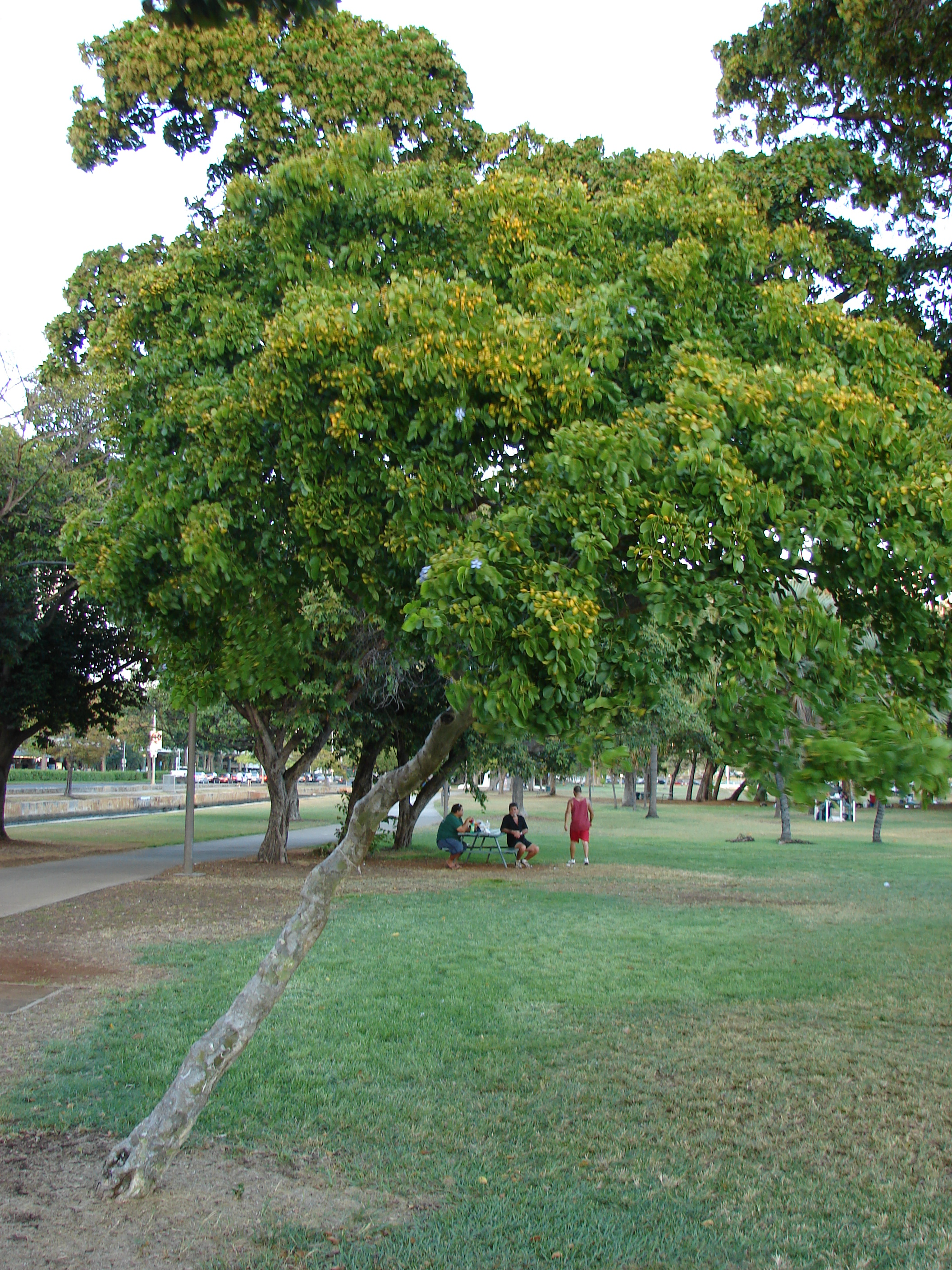
Vista de la planta

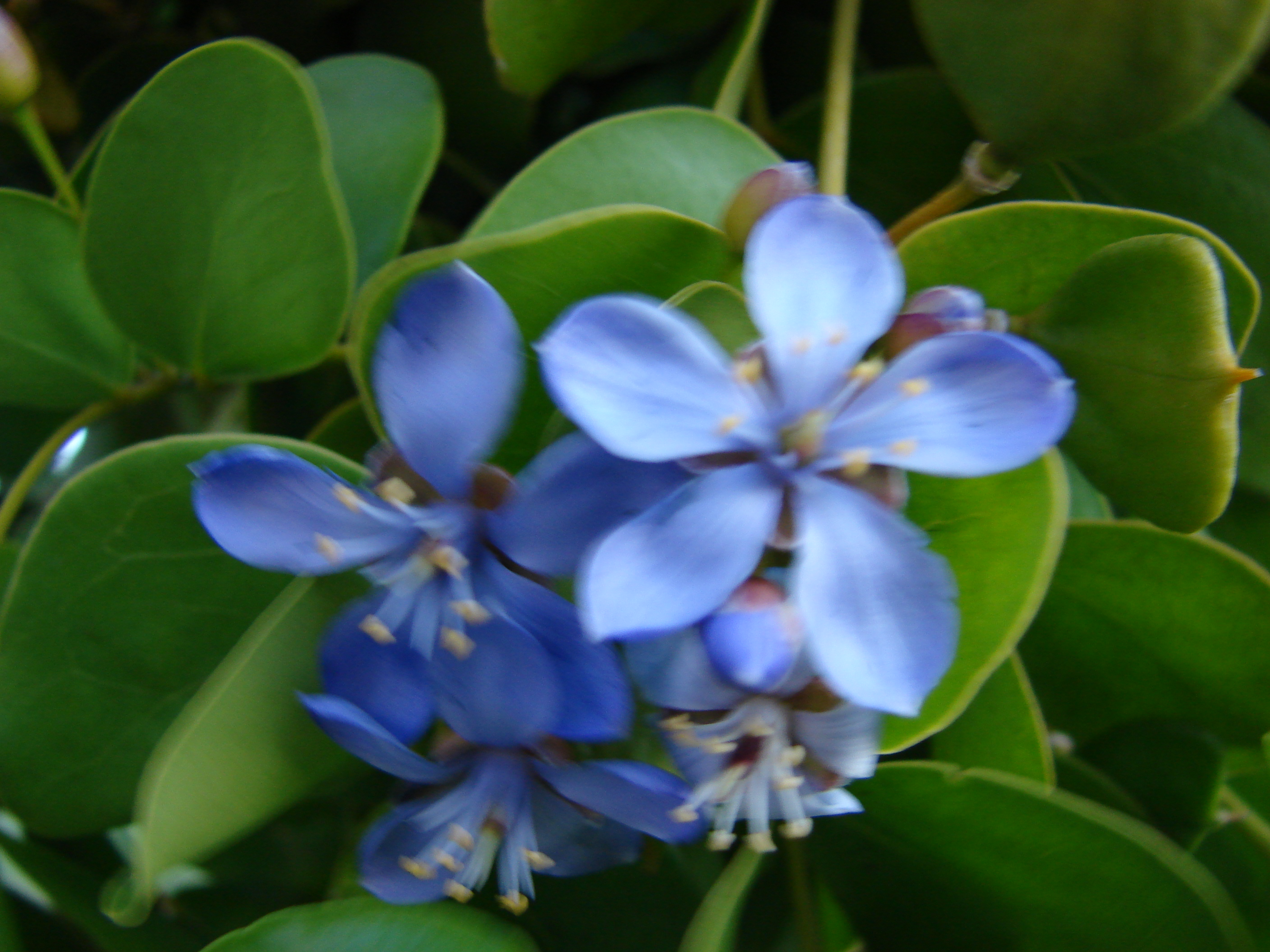
Flor

Guaiacum officinale llamado comúnmente guayacán o guayaco, es un árbol de la familia zygophyllaceae, nativo de América tropical. Es cultivado como planta ornamental y por su madera que se usa por sus supuestas propiedades medicinales, en la carpintería, construcción y perfumería.

## Descripción
Es un árbol perenne de lento crecimiento que alcanza 5-20 metros de altura con la copa redondeada, muy frondosa. El tronco resquebrajado provee el verdadero lignum vitae, una madera muy dura. Tiene hojas opuestas y nervadas, pinnadas con tres pares de foliolos sésiles. Las flores son solitarias de color azul claro o violeta agrupándose en pedúnculos axilares. Tiene cinco pétalos tres veces más grandes que los sépalos. El fruto es una cápsula seca de color verde que contiene las semillas.
La resina de guayaco es de color pardo y vítrea. En polvo, tiene coloración grisácea que pasa a verde por exposición al aire. Tiene sabor un tanto acre y olor fragante balsámico. Florece entre octubre y junio, y fructifica de febrero a octubre.

## Distribución y hábitat
Se distribuye en las islas del Caribe (especialmente Jamaica, Puerto Rico, Cuba y República Dominicana), Colombia, Panamá, Venezuela  y Costa Rica. Se desarrolla en suelos pobres y es resistente a la sequía. Frecuentemente se encuentra en lugares llanos poco elevados y pedregosos, pero también puede formar parte del bosque seco hasta los 500m. Requiere alta luminosidad y su rango altitudinal se encuentra entre los 30 - 1050 m s. n. m..
Se distribuye en climas moderados y secos, con temperaturas aproximadas entre 24 y 27.5 °C. Requiere de una precipitación anual entre 300 y 1000 mm, crece en suelos de  textura media y profundos, sin embargo, debido a su lento crecimiento sobrevive en suelos muy pobres.

## Ecología
Es una planta de crecimiento lento y larga vida, se propaga por semilla y es polinizada por insectos, las semillas se dispersan por aves y por otros animales que consumen las frutas. Algunas de especies que crecen asociadas al guayacán son Bursera simaruba, Capparis spp., Acacia lutea, Prosopis juliflora, Caesalpinia coriaria, Parkinsonia aculeata L., Bursera simaruba.
Las principales plagas que lo atacan son insectos de las familias de lepidoptera, coleoptera, orthoptera, homoptera y thysanoptera. Estas plagas en ocasiones pueden defoliar el árbol. Su madera es resistente a las termitas Crytptotermes brevis (Walker) y a la polilla de mar (Teredo spp.).

## Taxonomía
Guaiacum officinale fue descrita por Carlos Linneo y publicado en Species Plantarum 1: 381–382. 1753.
Etimología
Guaiacum: nombre genérico que tiene su origen en el lenguaje  Maipureano, que es hablado por los Taínos de Las Bahamas; y que fue adoptado al inglés en 1533, como la primera palabra en esta lengua de origen americano.
officinale: epíteto latino que significa "medicinal, de venta en herbarios"
Sinonimia
- Guaiacum bijugum Stokes
- Guaiacum breynii Spreng.	[11]

## Relación con el ser humano
Es usada como planta ornamental en parques y plazas. Su corteza provee una resina con propiedades medicinales llamada "guayacol" y su madera se utilizó para tratar la sífilis y por sus supuestas propiedades medicinales, de las que no existe amplia evidencia médica. Se le conoció con los nombres de Lignum vitae (madera de la vida) y Lignum santum (madera sagrada). Su madera se usa en la carpintería y construcción de obras industriales, tornería, fabricación de utensilios, etc. La planta ha sido explotada por su madera y sus supuestos usos medicinales, lo que ha llevado a ser catalogada como especie en peligro de extinción por lo que su comercio internacional está restringido. Su aceite esencial se emplea en perfumería y su olor es descrito como ahumado, balsámico y terroso.[cita requerida]
G. officinale es una de las dos especies que producen la verdadera lignum vitae, la otra es Guaiacum sanctum. Es una resina natural que se extrae de la madera, es un compuesto incoloro que se vuelve azul cuando se pone en contacto con sustancias que tienen actividad de peroxidasa y luego se exponen al peróxido de hidrógeno. Las tarjetas de guayaco se impregnan con la resina y se utilizan en la determinación si las heces contiene sangre. La porción hemo de la hemoglobina contiene peroxidasa y cataliza la oxidación del ácido guayacónico.

### Propiedades
Cuando está libre de residuos leñosos, la resina de guayaco es soluble en etanol, cloroformo y disoluciones alcalinas. La disolución etanólica da un color azul intenso (azul guayaco) cuando se adiciona cloruro férrico. Este color desaparece por acción de agentes reductores. La colofonia, el adulterante más frecuente, puede descubrirse por el ensayo del acetato cúprico. Algunos de los principales componentes resinosos pertenecen al grupo de los lignanos. El ácido guayarético constituye aproximadamente el 10% de la resina de guayaco. No hay amplia evidencia médica sobre sus usos, sin embargo de forma tradicional se ha usado con la creencia que puede tratar ciertas enfermedades 
- Se usó para tratar la sífilis.[3][7][15]
- Se usa para estimular el sistema digestivo.
- Usado para el tratamiento del reumatismo, faringitis y laringitis.[7]
- En vía externa usado para calmar los dolores de muelas y reumáticos.[7]

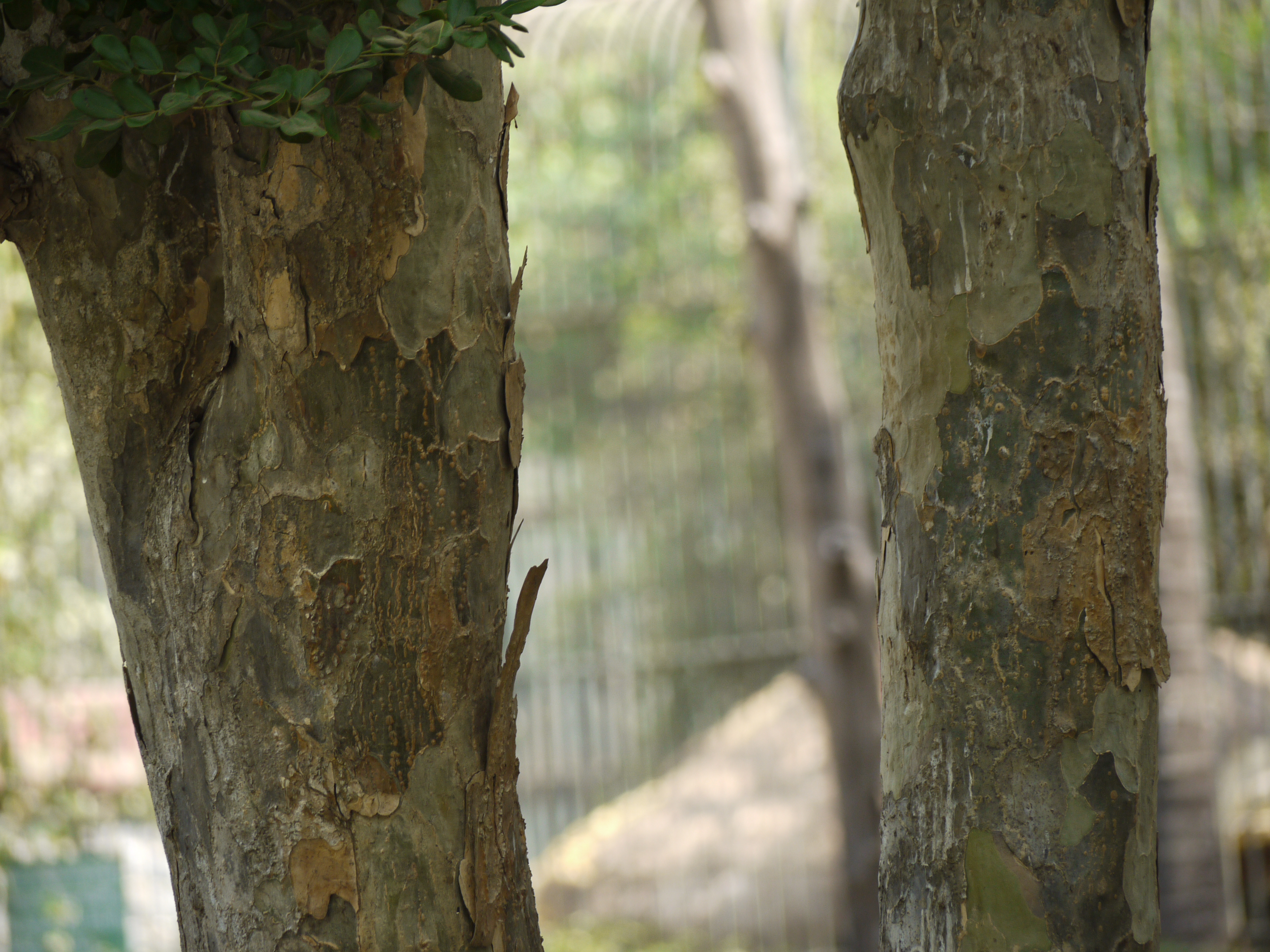
Tronco

### Flora emblemática
- Es la flor nacional de Jamaica[16]
- Es el árbol emblemático del estado Nueva Esparta, Venezuela[3]
- Islas Vírgenes (1978), 8c
- Montserrat (1976), 3c

### Nombres comunes
- guayacán de las Antillas, guayacán azul, lignum vitae, palo de las Indias, palo santo de América.[2][6][17]

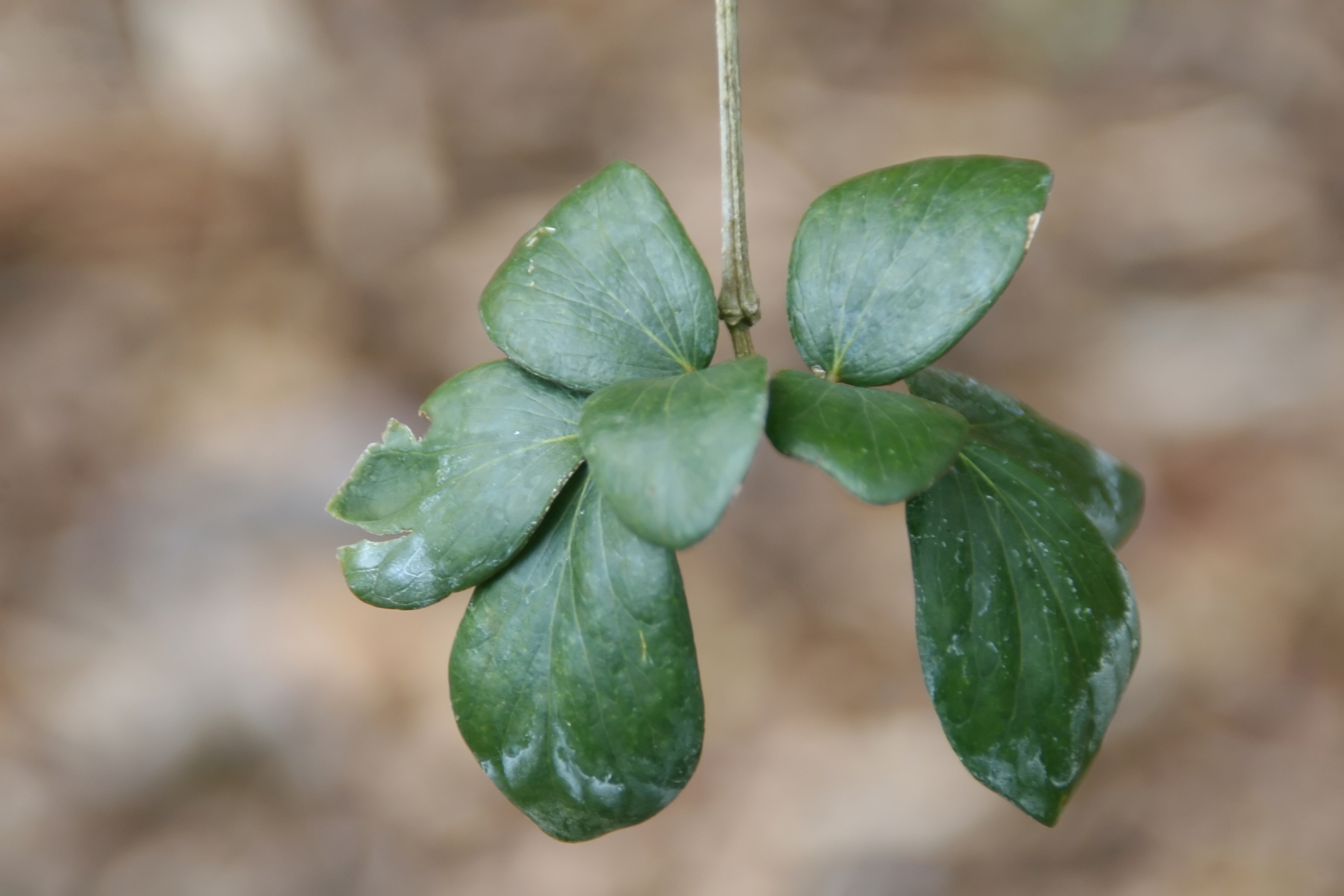
Hojas